# Pumpspeicherkraftwerk Langenprozelten
Das Pumpspeicherkraftwerk Langenprozelten zwischen dem namensgebenden Ort und Partenstein im unterfränkischen Landkreis Main-Spessart (Bayern) wurde 1976 in Betrieb genommen.
Es liefert nur Bahnstrom und ist ein wichtiges Spitzenlastkraftwerk im Bahnstromnetz.
Eigentümer ist die Donau-Wasserkraft AG.

## Technische Daten
Das Wasserkraftwerk hat mit seinen zwei Francis-Pumpturbinen eine Turbinenleistung von 164 MW und eine Pumpleistung von 154 Megawatt. Das Oberbecken liegt etwa 300 Höhenmeter oberhalb des Unterbeckens und ist mit diesem durch einen 1,3 km langen Druckstollen von nahezu vier Meter Durchmesser verbunden. Die maximale Fallhöhe ist 320 m. Das Oberbecken hat ein Fassungsvermögen von ca. 1,5 Mio. m³. Das maximale Energiespeichervermögen beträgt 950 MWh.

## Geschichte
Pläne für die Anlage gehen auf das Jahr 1929 zurück. Der Standort galt schon damals als besonders günstig.
Die beiden Transformatoren wurden, mit einem Transportgewicht von je 280 Tonnen, Anfang 1975 angeliefert. Dazu wurden vier Zugmaschinen und ein Tragschnabelwagen der Bundesbahn eingesetzt. Die Trafos zählten zu den größten für den einphasigen 16-2/3-Hz-Bahnstrom gelieferten Einheiten.
Die Anlage wurde bereits im Weihnachtsverkehr 1975 zeitweise zur Stromlieferung herangezogen und lief Anfang 1976 zunächst im Probebetrieb. Sie wurde von der Donau-Wasserkraft AG errichtet, einer gemeinsamen Tochterfirma von Deutscher Bundesbahn und Rhein-Main-Donau AG.
Vor Inbetriebnahme des Kraftwerks musste der Spitzenbedarf im Bahnstromnetz aus (nur in Bayern zur Verfügung stehenden) Wasserkraftwerken sowie durch Umformung von Drehstrom aus dem öffentlichen Netz gedeckt werden.
Im Rahmen der Neubaustrecke Hannover–Würzburg wurde auch eine Bahnstromleitung zwischen Langenprozelten und Gemünden geändert.

## Technik
Das Spitzenlastkraftwerk kann binnen rund einer Minute seine volle Leistung erreichen und somit, zusammen mit schnell regelbaren Umformern, Belastungsspitzen im Bahnstromnetz gerecht werden. Der Netzanschluss erfolgt auf der 110-kV-Hochspannungsebene in das Stromnetz der DB Energie.
Die Umsteuerung zwischen Pump- und Turbinenbetrieb nimmt etwa 70 Sekunden in Anspruch (Stand: 1976). Die Turbinenleistung der Pumpturbinen (bei maximaler Förderhöhe) wurde 1976 mit je 84,2 MW angegeben, die Pumpenleistungen bei minimaler Förderhöhe mit 77,3 MW, die Gesamtnennleistung des Werkes mit 150 MW.

## Becken
Das im Unterbecken gestaute Gewässer ist der Sindersbach, der im Sommer meistens kein Wasser führt, deshalb wird bei Bedarf aus einem weiteren Rückhaltebecken, das 1,2 km unterhalb des Unterbeckens liegt, Wasser hochgepumpt.
Beide Absperrbauwerke (Ober- und Unterbecken) sind Steinschüttdämme mit einer Asphaltbeton-Außendichtung.

## Erreichbarkeit
Der Maintalhöhenringweg verläuft nur ein paar Meter am Oberbecken auf der Sohlhöhe vorbei. Zum Oberbecken gelangt man auch vom Katharinenbild auf der öffentlichen, aber nicht asphaltierten Straße von Lohr über die Rote Mühle nach Ruppertshütten über einen etwa einen Kilometer langen mit einem Fuchssymbol markierten Weg.